# Мунана
Муна́на (фр. Mounana) — город в Габоне, расположен в провинции Верхнее Огове.

## Промышленность
Город является крупным промышленным центром по добыче полезных ископаемых.

## Демография
Население города по годам:
| 1993  | 2010   |
| ----- | ------ |
| 6 372 | 11 443 |